# Canopus Island
Canopus Island ist eine Insel vor der Mawson-Küste des ostantarktischen Mac-Robertson-Lands. Sie ist die südlichere der zwei größten Inseln in der Gruppe der Canopus-Inseln in der Holme Bay.
Norwegische Kartografen, die sie als Spjotøy benannten, kartierten sie anhand von Luftaufnahmen, die bei der Lars-Christensen-Expedition 1936/37 entstanden. Teilnehmer der Australian National Antarctic Research Expeditions nahmen im Jahr 1959 eine Triangulationsvermessung der Insel vor und benannten sie nach dem Stern Canopus.